# Engina zonalis
Engina zonalis is een slakkensoort uit de familie van de Buccinidae. De wetenschappelijke naam van de soort werd voor het eerst geldig gepubliceerd in 1822 door Jean-Baptiste de Lamarck.

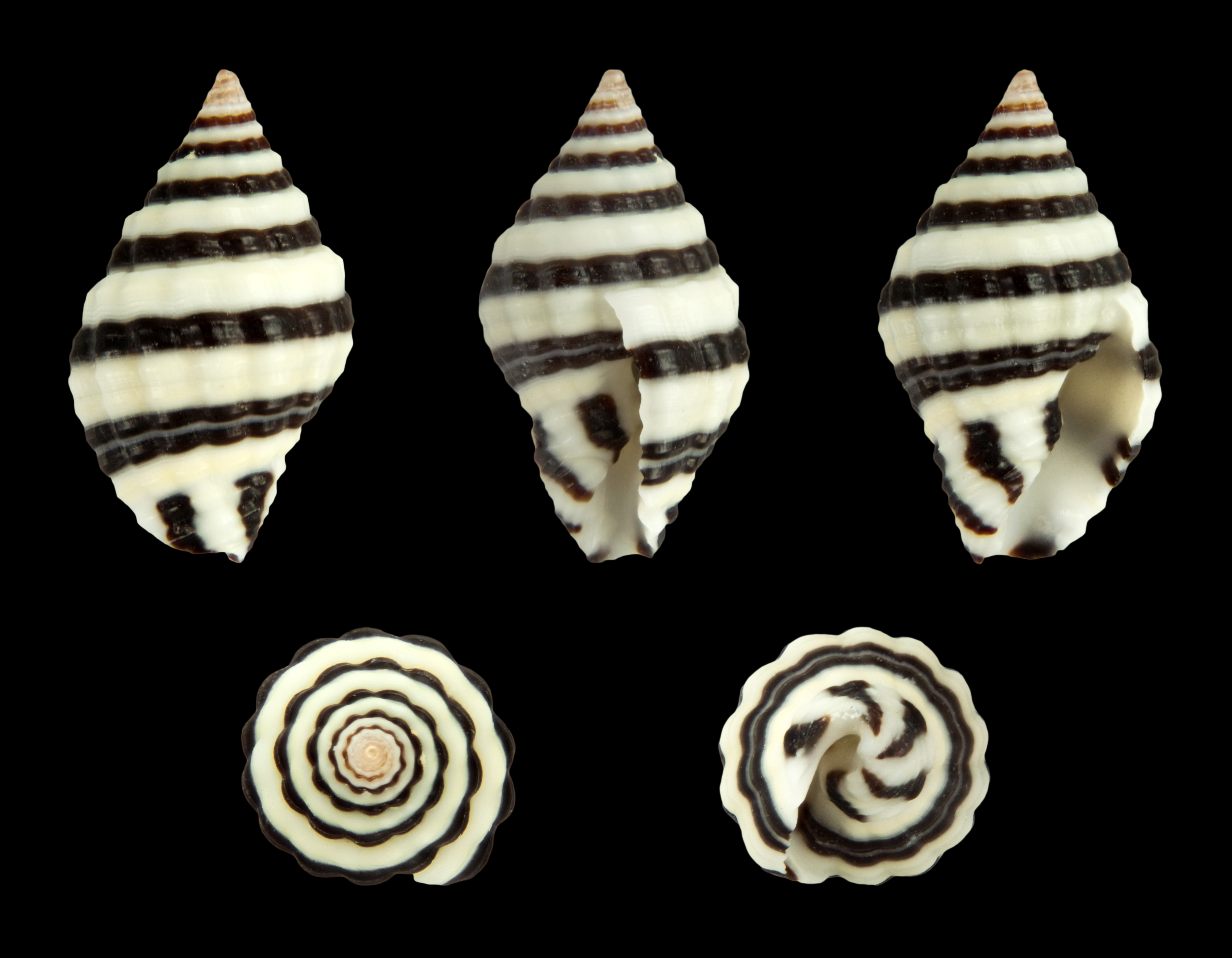
Juvenil